# تايلور ليبمان
تايلور ليبمان (بالأنجليزية:Taylor Lipman، مواليد 30 يوليو 1996 في كاليفورنيا، أمريكا)، ممثلة أمريكية. قدمت العديد من الأفلام والمسلسلات.

## أعمالها
- 2008 Childrens Hospital (TV series)
- Young Cancer Patient
- – A Very Special Episode (2008) … Young Cancer Patient
- – Monkeys, That's What We Are (2008) … Young Cancer Patient
- 2008 Beyond the Fences (short)
- Marian
- 2008 The Morgue
- Jill
- 2007 The Infamous Buddy Blade (short)
- Lisa
- 2007 The Eyes of Samir (short)
- 2006 Bye Bye Benjamin (short)
- Lacys friend
- 2005 I.O.U (short)
- Melissa Bruckner
- 2004 Instinct vs. Reason (video short)
- Young Reason

## روابط خارجية
- تايلور ليبمان على موقع IMDb (الإنجليزية)
- تايلور ليبمان على موقع قاعدة بيانات الفيلم (الإنجليزية)